# Jaurès (métro de Paris)
Pour les articles homonymes, voir Jaurès.
Ne doit pas être confondue avec la station Boulogne - Jean Jaurès.
Jaurès est une station des lignes 2, 5 et 7 bis du métro de Paris, située à la limite des 10e et 19e arrondissements de Paris.

## Situation
La station est implantée à la limite administrative entre le quartier de l'Hôpital-Saint-Louis au sud-ouest et le quartier de la Villette au nord-est. Elle se trouve à l'intersection du boulevard de la Villette avec la rue La Fayette, l'avenue Jean-Jaurès et l'avenue Secrétan, les quais étant établis :
- sur la ligne 2, en viaduc selon un axe nord-sud, au-dessus du terre-plein central du boulevard de la Villette au sud du carrefour, face au débouché du quai de Jemmapes ;
- sur la ligne 5, dans un axe approximativement orienté nord-est/sud-ouest sous l'amorce de l'avenue Jean-Jaurès, au niveau des débouchés de la rue Armand-Carrel et de la rue Bouret.
- sur la ligne 7 bis, selon un axe nord-ouest/sud-est sous le début de l'avenue Secrétan.

Le point d'arrêt de la ligne 2 s'intercale entre les stations Stalingrad et Colonel Fabien, tout en étant séparé de la première par la jonction entre le Bassin de la Villette et le canal Saint-Martin, d'où le recours à un viaduc sur cette section de la ligne (entre les stations Anvers et Colonel Fabien) afin de l'enjamber. Jaurès constitue ainsi la dernière station aérienne de cette ligne en direction de Nation. La station de la ligne 5 se trouve quant à elle entre les stations Laumière et Stalingrad, tandis que celle de la ligne 7 bis est encadrée par le terminus occidental de Louis Blanc et la station Bolivar.
Malgré sa taille relativement importante, le pôle de Jaurès ne dispose d'aucun raccordement de service entre les différentes lignes de métro qui s'y croisent.

## Histoire

### Mises en service
La station est ouverte sous le nom de Rue d'Allemagne le 23 février 1903, soit plus de trois semaines après la mise en service du deuxième prolongement de la ligne 2 Nord depuis Anvers jusqu'à Bagnolet (actuelle station Alexandre Dumas), intervenue le 31 janvier précédent. Jusqu'à son achèvement, les rames de métro la traversaient sans y marquer l'arrêt. Cette ligne devient plus simplement la ligne 2 le 17 octobre 1907 à la suite de l'absorption de la ligne 2 Sud (correspondant à une large part de l'actuelle ligne 6) par la ligne 5, effective depuis le 14 octobre de la même année.
Le le 18 janvier 1911 la station de la ligne 7 est ouverte avec la mise en service d'un embranchement depuis la station Louis Blanc jusqu'au terminus « commercial » de Pré-Saint-Gervais, dont la desserte est alors assurée par une circulation sur deux en provenance et à destination d'Opéra (le restant des rames étant dirigées sur l'autre antenne de la ligne, qui a pour origine et terminus la station Porte de la Villette). La station prend son nom actuel de Jaurès quelques années plus tard, le 1er août 1914, dans le contexte d'éclatement de la Première Guerre mondiale en Europe.
Le 12 octobre 1942, en pleine Seconde Guerre mondiale, la station de la ligne 5 est ouverte à son tour avec la mise en service de l'avant-dernier prolongement de celle-ci, depuis Gare du Nord jusqu'à Église de Pantin. Cette extension est alors permise par la cession définitive du tronçon entre Étoile (actuelle station Charles de Gaulle - Étoile) et Place d'Italie de la ligne 5 à la ligne 6, intervenue le 6 octobre précédent, évitant ainsi un rallongement excessif des temps de parcours sur ladite ligne 5.
Le 3 décembre 1967, la station de la ligne 7 est cédée à l'actuelle ligne 7 bis, dont la création à cette date résulte de la séparation de la branche vers Pré-Saint-Gervais, isolée de sa ligne mère sous la forme d'une navette autonome depuis lors. Ce débranchement se justifie par la moindre fréquentation de cette antenne par rapport à la branche vers Porte de la Villette, car cette dernière station constitue également le point de départ de nombreuses lignes d'autobus de banlieue.

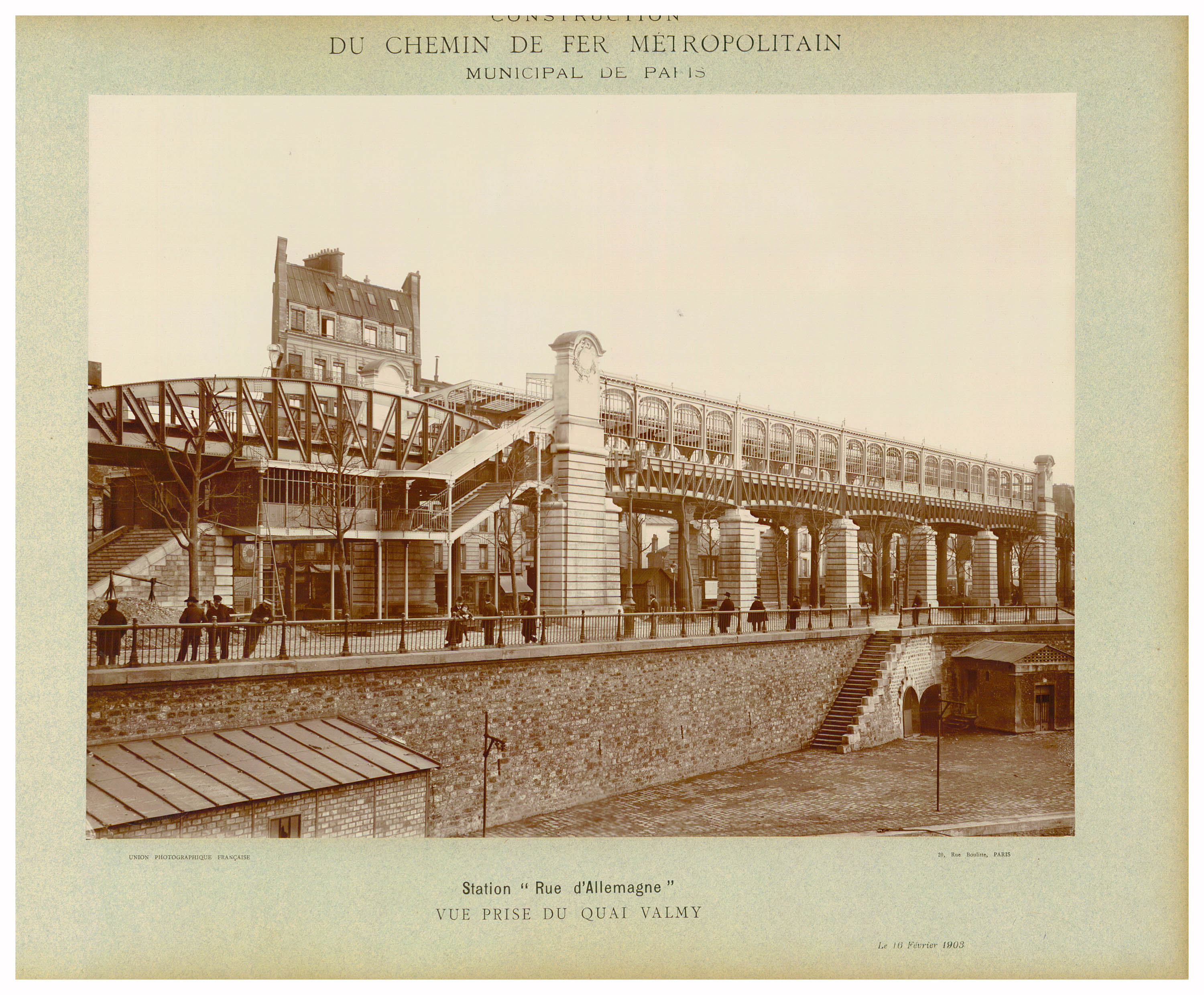
La station vue le 16 février 1903, une semaine avant son ouverture.
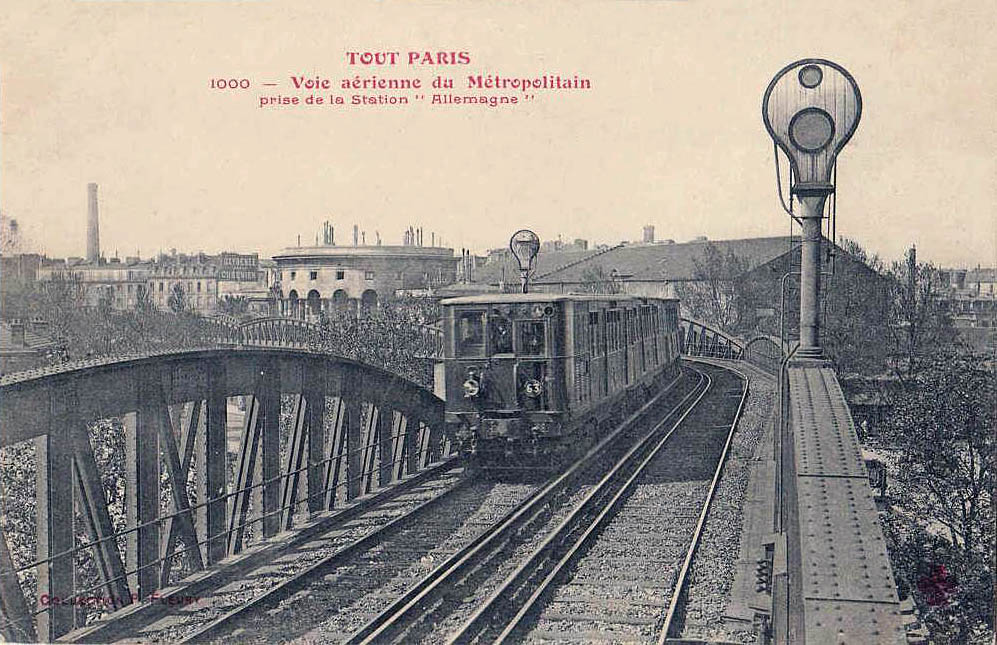
Vue du viaduc de la ligne 2 au nord de la station, vers 1910, avec l'arrivée d'une rame pour Nation.

### Origine des noms
La station doit sa dénomination originelle de Rue d'Allemagne à sa proximité avec la voie précitée, tracée dans l'axe de l'ancienne route d'Allemagne qui conduisait historiquement en Allemagne.
Le 1er août 1914, la station est renommée Jaurès afin de rendre hommage à l'orateur socialiste Jean Jaurès (1859-1914), le lendemain de son assassinat à l'aube de la Première Guerre mondiale dont il s'opposait au déclenchement. Sa mort précédant de quelques jours la déclaration de guerre de l'Allemagne à la France le 3 août suivant, un nom de remplacement fut facilement trouvé pour être substitué au toponyme de l'Allemagne, alors en disgrâce. Ce changement de nom précède ainsi celui de l'avenue d'Allemagne, qui devient l'actuelle avenue Jean-Jaurès le 19 août suivant. En parallèle, la station Berlin de la ligne B du réseau Nord-Sud (devenue l'actuelle ligne 13 en 1931) est rebaptisée Liège le 2 août 1914 pour les mêmes raisons, tandis que le nom de Jean Jaurès sera également attribué à la station Boulogne - Jean Jaurès, inaugurée en 1980 sur la ligne 10.
Le 1er avril 2017, la RATP détourne le nom de la station en l'intégrant à une phrase humoristique afin de faire un poisson d'avril le temps d'une journée, comme dans huit autres stations sur le réseau. Par jeu de mots, Jaurès devient ainsi : « Si j'aurais su, Jaurès pas venu. » en référence à une réplique volontairement fautive et rendue célèbre par le film La Guerre des boutons d'Yves Robert, sorti en 1962.

### Modernisations
À l'occasion du bicentenaire de la Révolution, le quai de la ligne 2 en direction de Nation reçoit en 1989 des vitraux dessinés par le plasticien Jacques-Antoine Ducatez, représentant les révolutionnaires qui entourent l'ancienne prison de la Bastille. Cet aménagement culturel s'accompagne d'une modernisation des quais, intégrant le remplacement des faïences blanches biseautées d'origine par du carrelage blanc plat sur les allèges surmontant les baies vitrées. Les carreaux biseautés sont toutefois maintenus sur les murs d'un local technique situé en queue du quai pour Porte Dauphine.
Dans le cadre du programme « Renouveau du métro » de la RATP, l'éclairage des quais des lignes 5 et 7 bis est modernisé dans le courant des années 2000, puis les couloirs de la station et le point d'arrêt de cette dernière ligne font l'objet d'une rénovation intégrale, dont les travaux sont réalisés du 17 septembre 2012 au 31 décembre 2014. Cette dernière opération nécessite alors la fermeture temporaire des quais de la ligne 5 au trafic de voyageurs, du 12 novembre 2012 au 3 février 2013, afin de faciliter la réfection du long couloir reliant celle-ci aux lignes 2 et 7 bis.
À la suite de l’appel à idées lancé par la RATP auprès de ses voyageurs en novembre 2016, Jaurès est l'une des trois gares et stations de son réseau à faire l'objet d'une initiative de végétalisation, avec la station Bel-Air sur la ligne 6 et la gare de Denfert-Rochereau sur la ligne B du RER. Ainsi, du lierre grimpant est planté en 2017 par la société Les Jardins de Babylone, sous les marquises des quais et sur la partie supérieure des piliers de fonte supportant les voies, tandis que l'entrée principale de la station est coiffée d’un couvre-chef végétal orné de plantes indigènes et rares.
Depuis le 5 octobre 2023, un aménagement lumineux intitulé Belles échappées est mis en place dans le couloir de correspondance entre la ligne 5 et les lignes 2 et 7 bis. Son emplacement fut choisi à la suite de nombreuses « marches exploratoires » de voyageurs et voyageuses dans les espaces de la RATP. Les dalles LED au plafond, datant de la rénovation de 2014, voient leurs cadres remplacés afin d'y insérer le visuel d'un ciel bleu décoré de cumulus et de feuillage d'arbres, simulant ainsi des fenêtres ouvertes sur l'extérieur. Une décoration similaire agrémente depuis juin 2022 le hall d'accueil de la station Strasbourg - Saint-Denis, sur les lignes 4, 8 et 9, à la différence près que les dalles LED y étaient absentes jusqu'alors.

Aménagements de la station
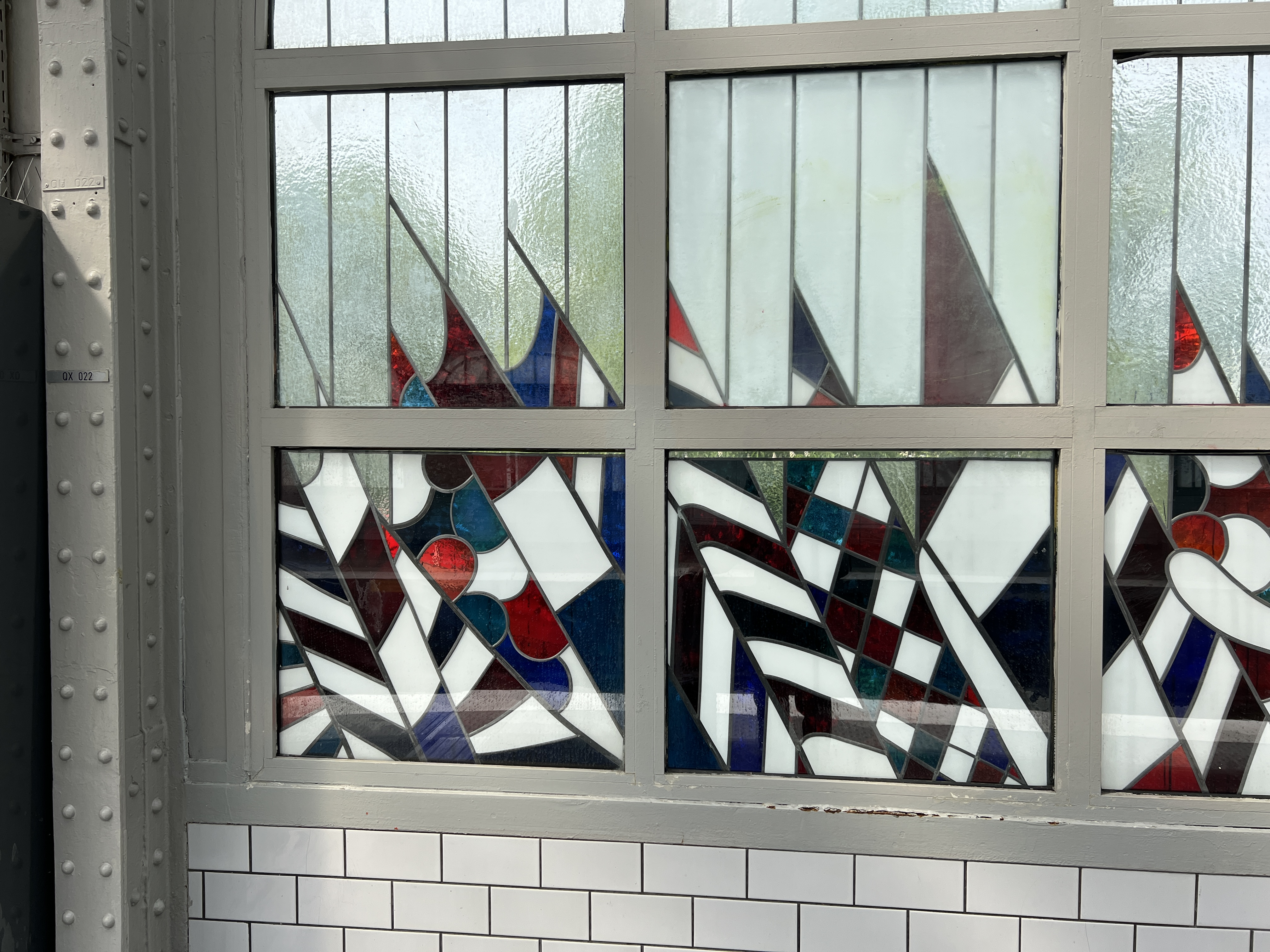
Détail des vitraux agrémentant la station aérienne de la ligne 2.
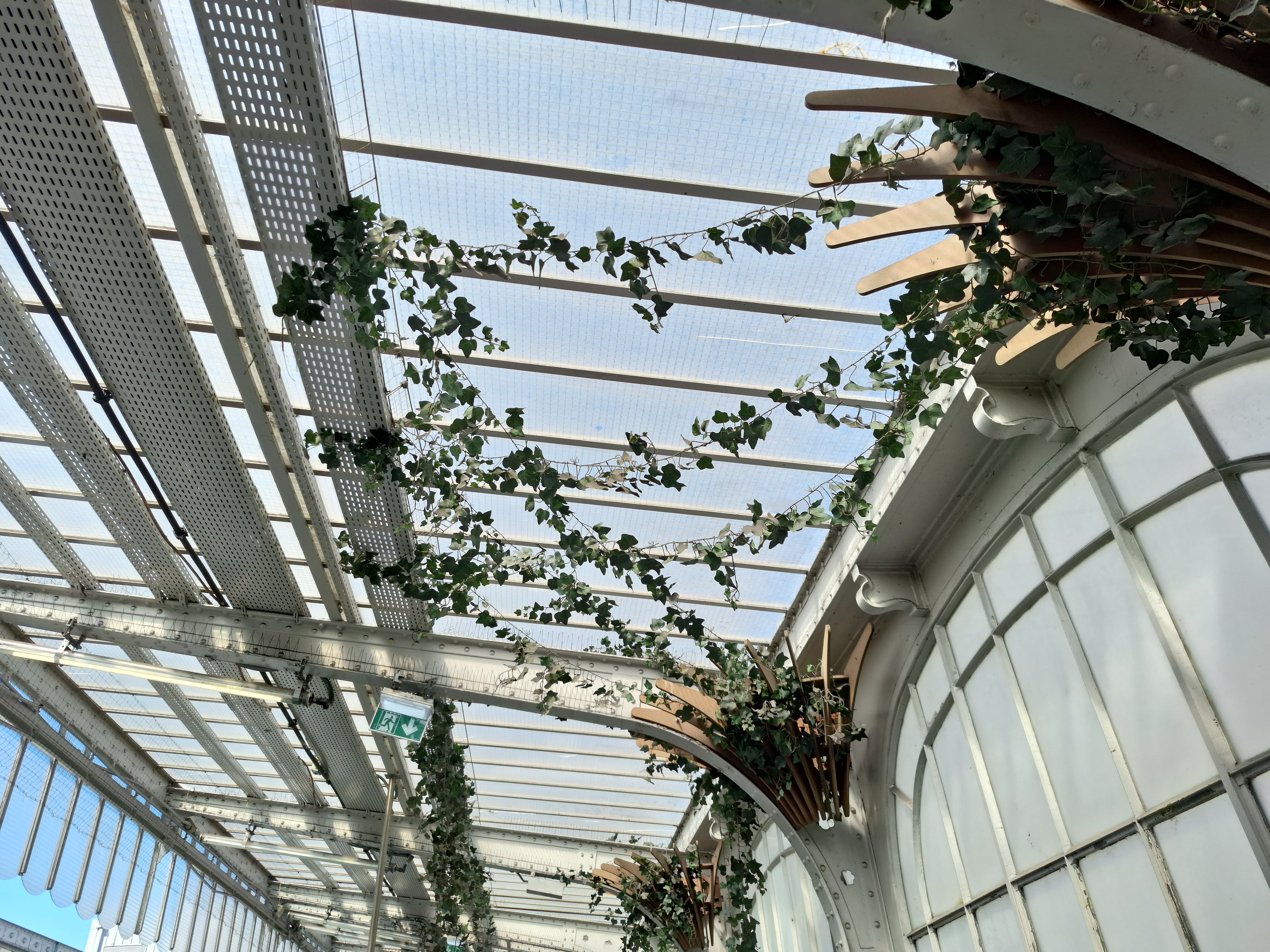
Lierre grimpant sur les verrières des quais de la ligne 2.
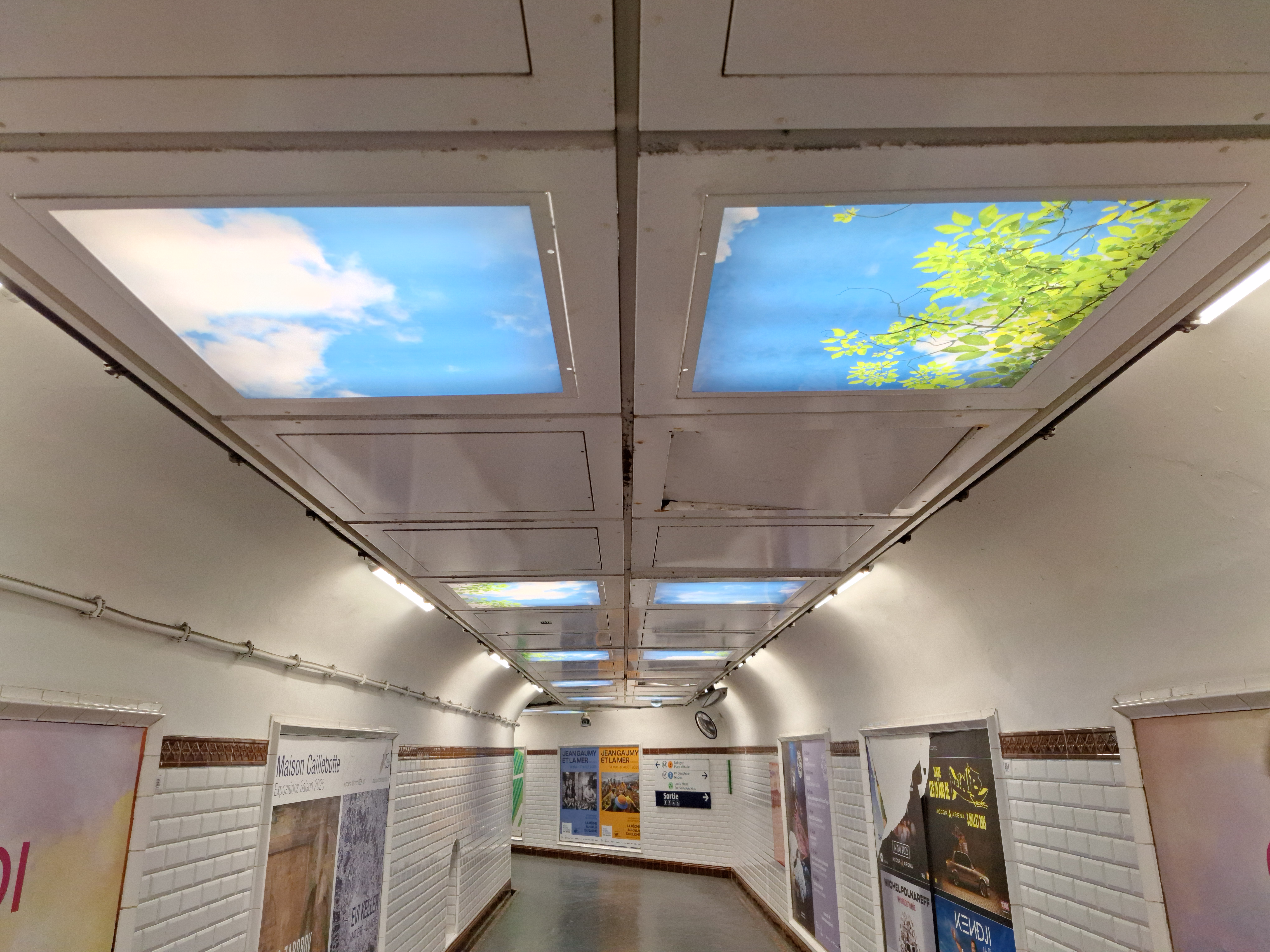
Dalles lumineuses simulant des fenêtres sous un ciel bleu.

### Fréquentation
Selon les estimations de la RATP, la station a vu entrer 5 836 196 voyageurs en 2019, ce qui la place à la 64e position des stations de métro pour sa fréquentation. En 2020, avec la crise du Covid-19, son trafic annuel tombe à 3 148 221 voyageurs, la classant alors au 54e rang, avant de remonter progressivement en 2021 avec 4 055 461 entrants comptabilisés, ce qui la place à la 52e position des stations du réseau pour sa fréquentation cette année-là.

## Services aux voyageurs

### Accès

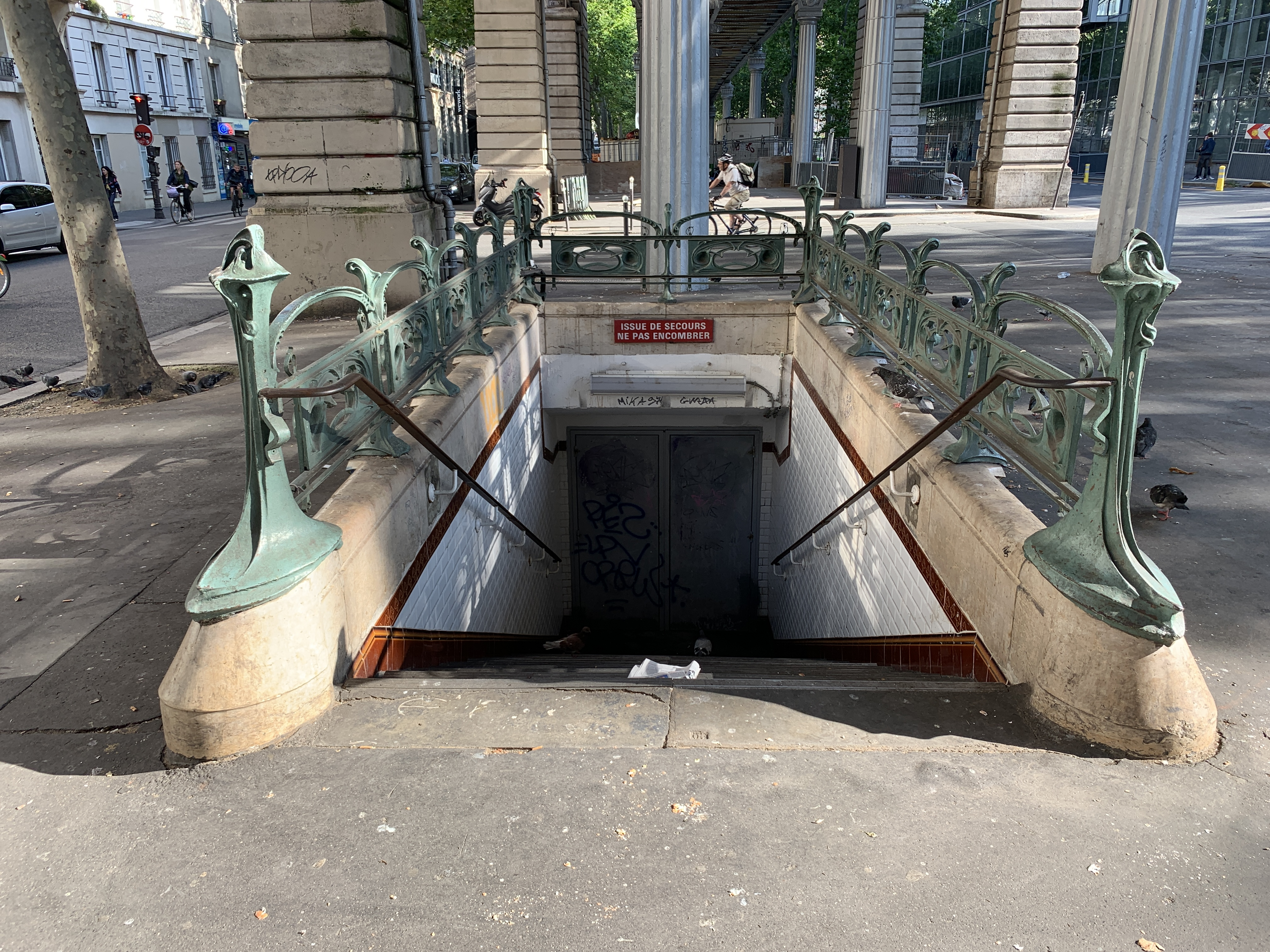
Ancienne sortie de la station ornée d'un édicule Guimard, servant dorénavant d'issue de secours.

La station dispose de six accès, dont quatre entrées et deux sorties secondaires :
- l'accès no 1 « Boulevard de la Villette » constituant l'entrée principale de la station, s'ouvrant sur l'espace commun aménagé sous le viaduc de la ligne 2, sur le terre-plein central du boulevard de la Villette au droit des nos 194 et 196 de ce dernier ;
- l'accès no 2 « Quai de la Loire », constitué d'un escalier fixe agrémenté d'une balustrade et d'un candélabre en fer forgé dans le style Dervaux des années 1930, se trouvant face au  no 1 de l'avenue Jean-Jaurès, à l'angle avec le quai de la Loire ;
- l'accès no 3 « Avenue Jean-Jaurès », également constitué d'un escalier fixe doté d'un mât et un d'entourage de type Dervaux, se situant sur le trottoir pair du boulevard de la Villette au droit du no 2 de l'avenue Jean-Jaurès, qui fait l'angle entre ces deux voies ;
- l'accès no 4 « Avenue Secrétan », constitué d'un escalier fixe à balustrade Dervaux, débouchant face au no 202 du boulevard de la Villette derrière l'accès no 3, entre les avenues Jean-Jaurès et Secrétan ;
- l'accès no 5 « Quai de Jemmapes » comprenant de simples portillons de sortie au sud de l'espace d'échanges sous le viaduc de la ligne 2, à l'opposé de l'accès no 1, sur le terre-plein central du boulevard de la Villette au droit du débouché du quai de Jemmapes ;
- l'accès no 6 « Rue de Chaumont », constitué d'un escalier fixe avec entourage Dervaux, se trouvant face aux nos 22 et 24 de l'avenue Secrétan ; cette trémie permet uniquement la sortie depuis les quais de la ligne 7 bis.

À proximité immédiate de l'accès no 5 se trouve une ancienne sortie secondaire sous la forme d'une trémie d'escalier, aujourd'hui aménagée en issue de secours non empruntable en service normal, qui fait face au no 184 du boulevard de la Villette. Celle-ci est ornée d'un édicule Guimard, lequel fait l'objet d'une inscription au titre des monuments historiques par l'arrêté du 29 mai 1978, protection renouvelée le 12 février 2016.

Accès à la station
L'accès no 1, « Boulevard de la Villette ».
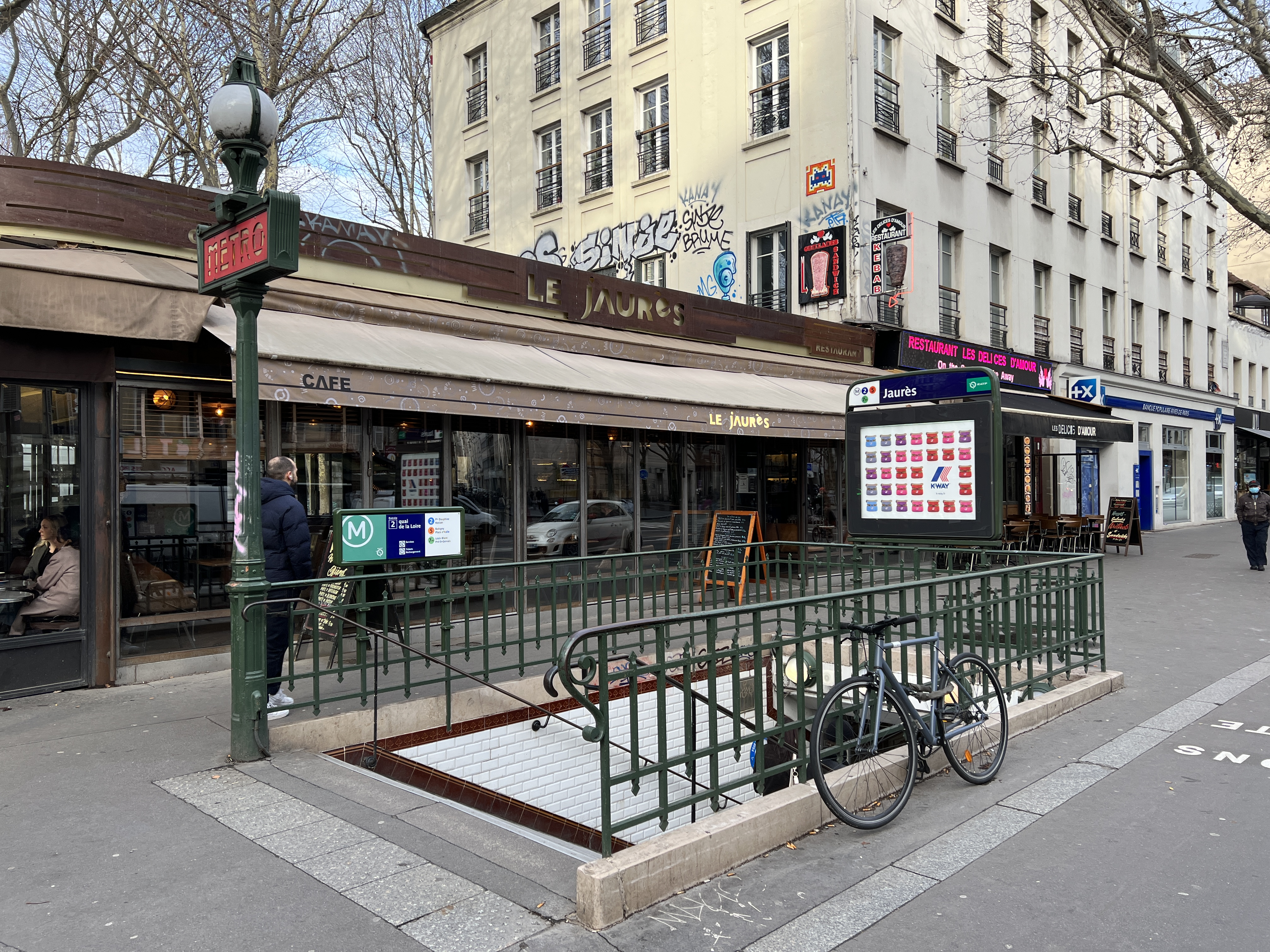
L'accès no 2, « Quai de la Loire ».
L'accès no 3, « Avenue Jean Jaurès ».
L'accès no 4, « Avenue Secrétan ».
La sortie no 5, « Quai de Jemmapes ».
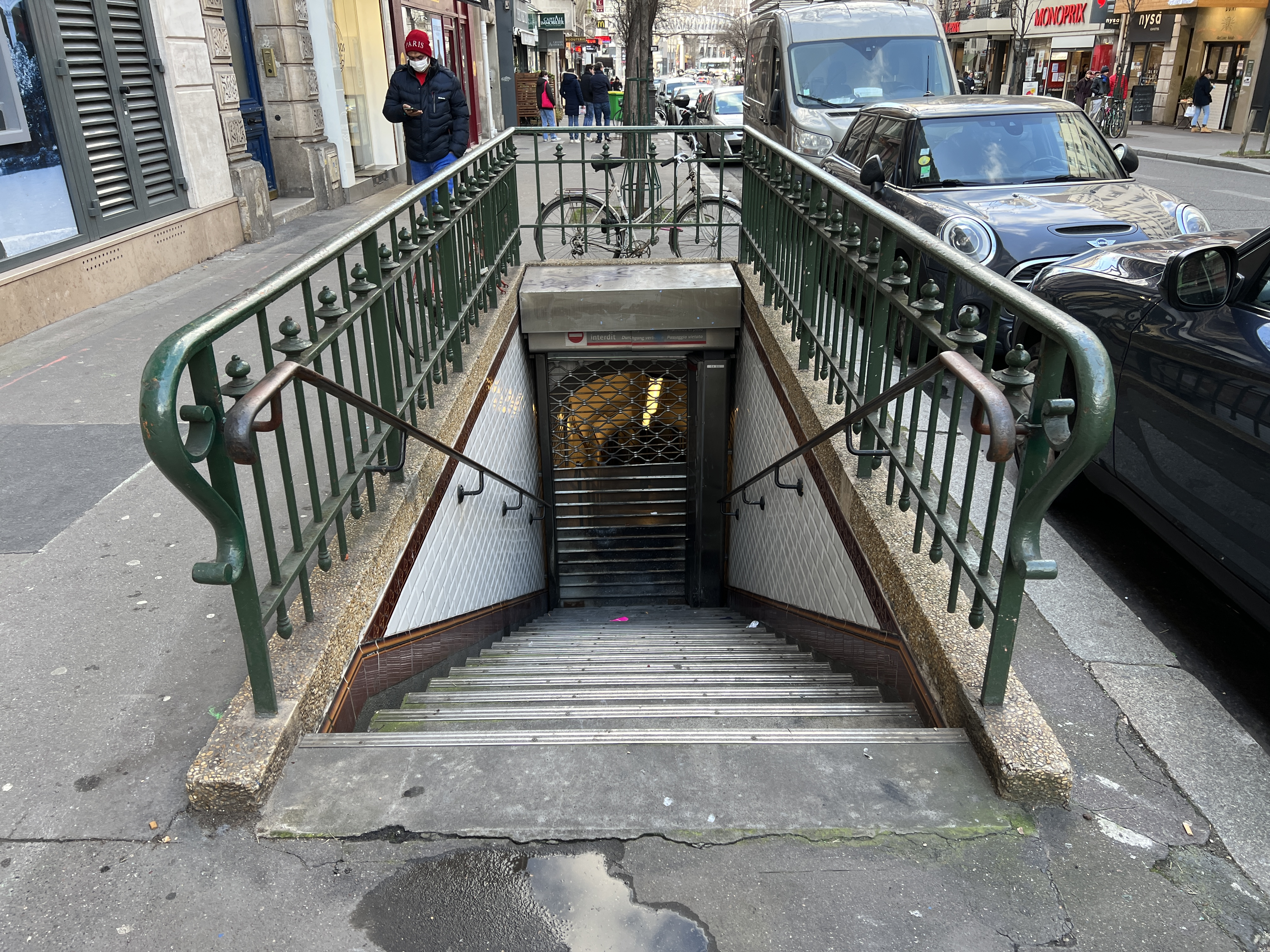
La sortie no 6, « Rue de Chaumont ».

Depuis 2017, l'entrée principale sous le viaduc est couronnée d'une jardinière accueillant des plantes issues du patrimoine végétal de la région Île-de-France, tandis que l'espace commun sur laquelle elle s'ouvre est végétalisé avec du lierre grimpant, s'étendant sur des substrats en bois réalisés sur mesure, qui agrémentent la partie supérieure des piliers de fonte soutenant la station aérienne de la ligne 2.
L'accès à cette dernière s'effectue au moyen d'escaliers fixes ou d'ascenseurs (un pour chaque direction de la ligne).

Espaces végétalisés de la station
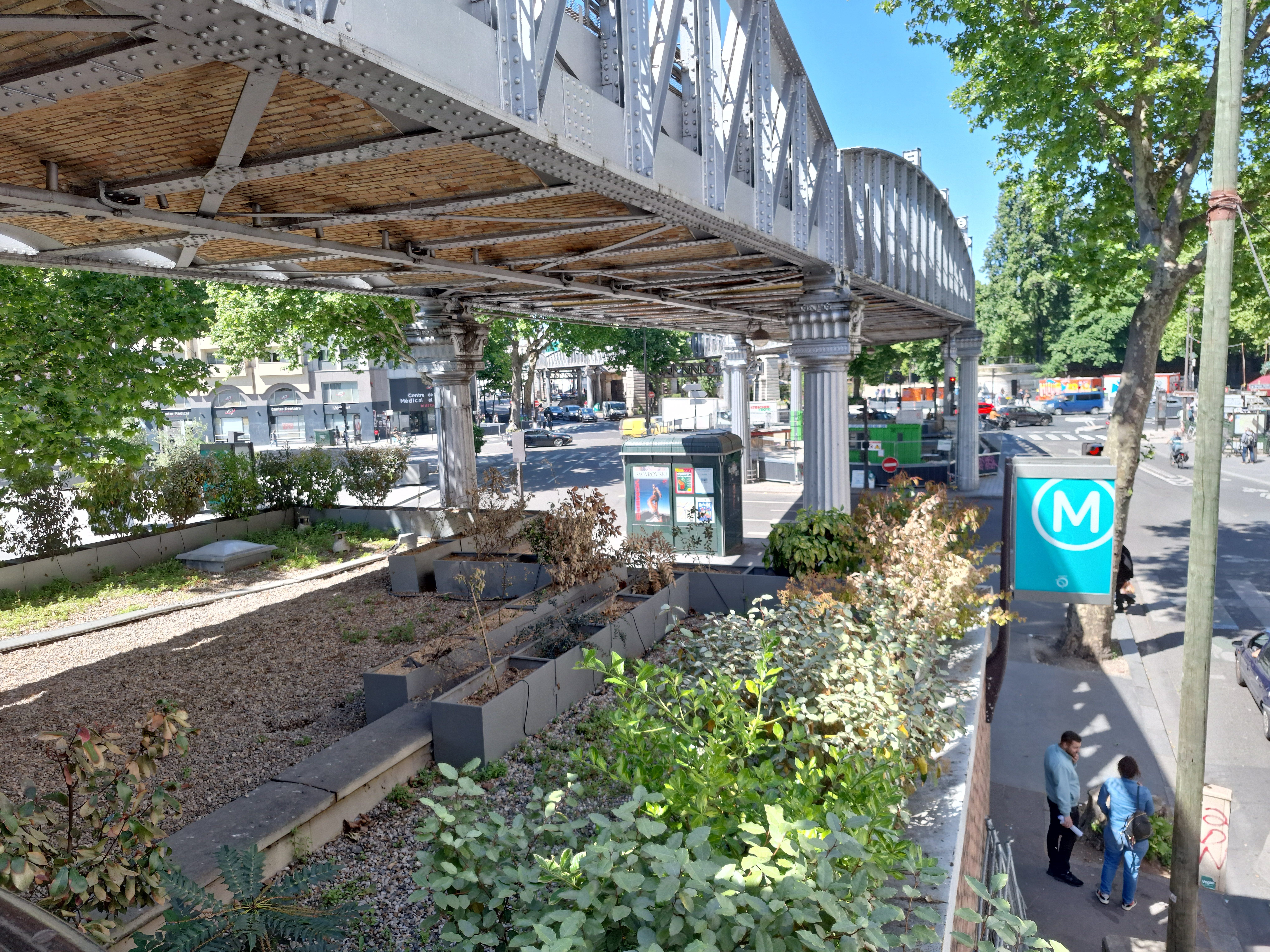
Le toit végétalisé de l'accès principal de la station.
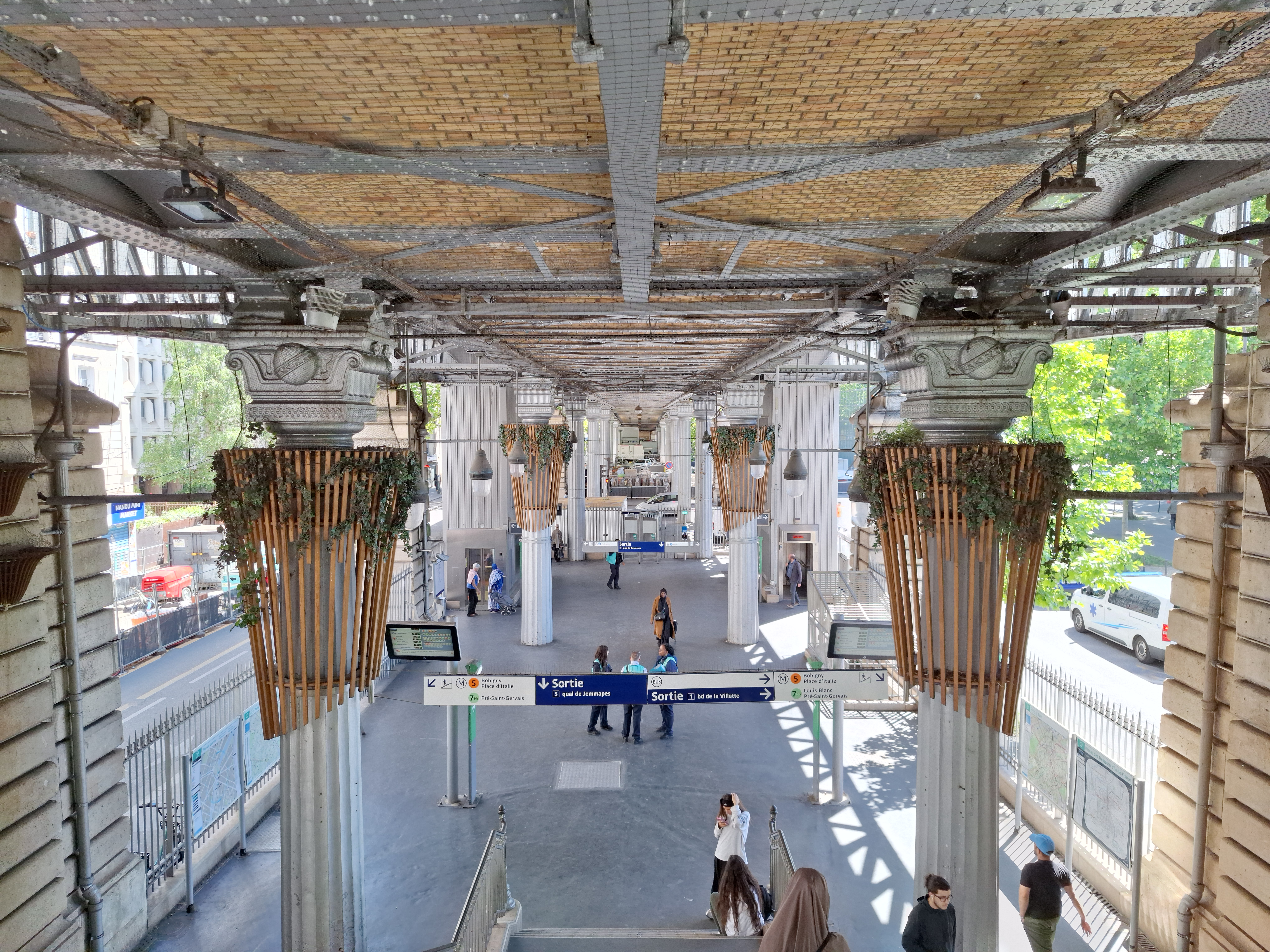
L'espace d'échanges sous les quais aériens de la ligne 2.
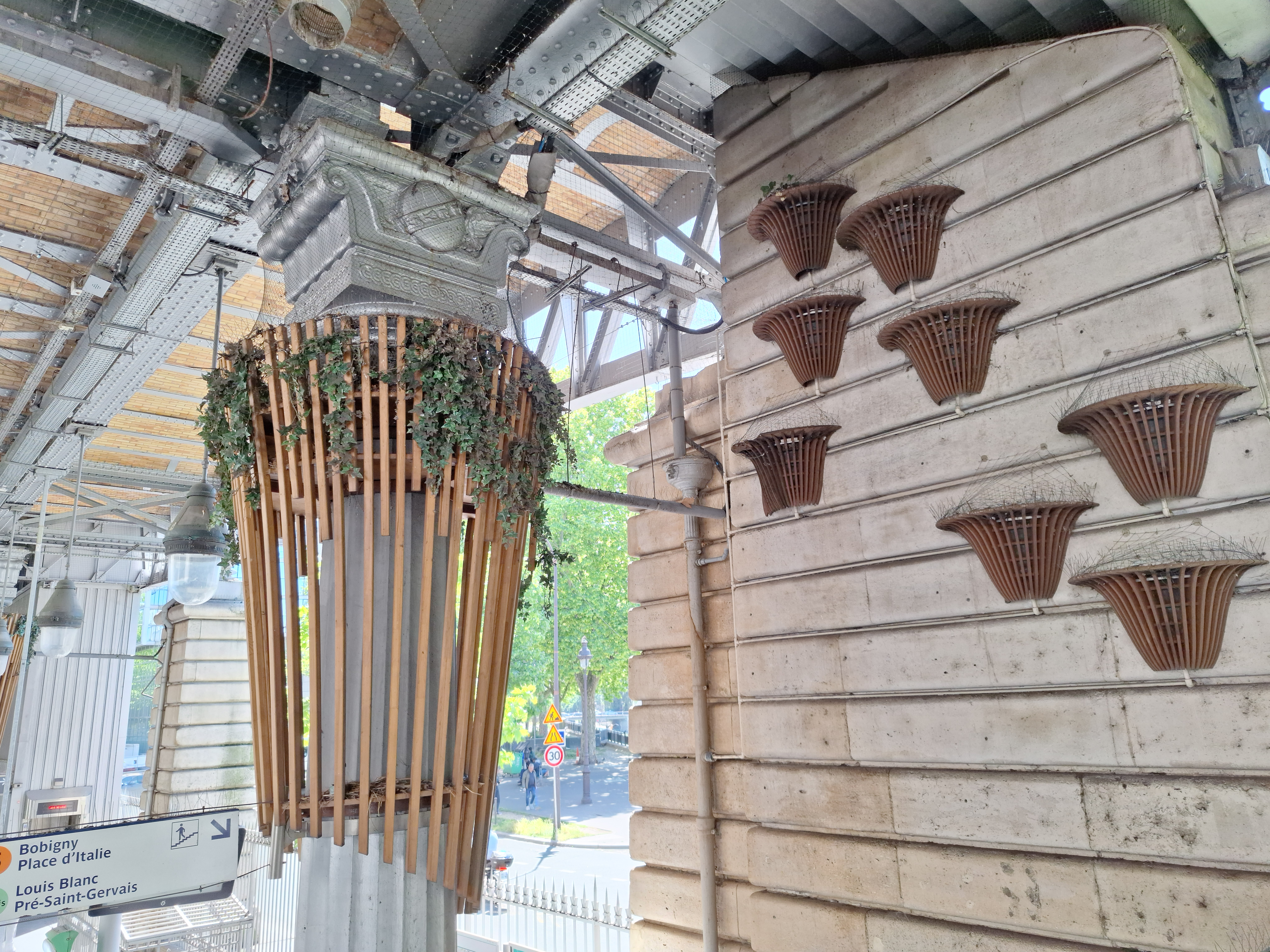
Détail de la végétalisation des piliers du viaduc.

Le couloir souterrain reliant la ligne 5 aux lignes 2 et 7 bis est agrémenté d'une scénographie lumineuse intitulée Belles échappées : inaugurée le 5 octobre 2023, elle se présente sous la forme de visuels d'un ciel bleu décoré de nuages et de feuillage d'arbres, posés sur les dalles LED préexistantes au plafond afin de simuler des lucarnes s'ouvrant sur l'extérieur. Cet aménagement, que l'on retrouve également dans la salle de distribution de la station Strasbourg - Saint-Denis (lignes 4, 8 et 9), contribue ainsi à apaiser visuellement l'ambiance des lieux.

### Quais
Les quais des trois lignes, d'une longueur conventionnelle de 75 mètres, sont de configuration standard pour le métro de Paris : au nombre de deux par point d'arrêt, ils sont séparés par les voies du métro situées au centre. Les quais de la ligne 2 sont aériens, implantés sur un viaduc, tandis que ceux des lignes 5 et 7 bis sont souterrains et coiffés d'une voûte elliptique, comme la majorité des stations du réseau.
Les quais de la ligne 2 sont soutenus par de vastes piliers en pierre de taille, lesquels sont décorés avec des guirlandes et cornes d’abondance, tout en étant frappés des armes de la Ville de Paris ou du globe terrestre. Les voyageurs sont protégés des intempéries par des marquises, comme dans l'ensemble des stations aériennes de la ligne 2, et les piédroits sont constitués de vitraux en verre dépoli surmontant des allèges, lesquelles sont recouvertes de carreaux en céramique blancs plats et décorées à l'extérieur de guirlandes et motifs sculptés dans des garnissages en pierre de taille. Du carrelage blanc biseauté classique recouvre également les murs extérieurs d'un local technique aménagé en queue du quai en direction de Porte Dauphine. Les quais, dépourvus de publicités, disposent de sièges du style « Motte » bleus et le nom de la station est inscrit en police de caractères Parisine sur des plaques émaillées. L'éclairage est assuré par des tubes indépendants suspendus aux poutres des marquises.
Sur le quai en direction de Nation, une partie des vitraux supportent une œuvre qui combine des motifs abstraits, où domine le bleu-blanc-rouge du drapeau français, suggérant la foule qui, le 14 juillet 1789, s’empara de la prison de la Bastille, représentée en blanc au centre de l’œuvre. Réalisée en 1989 par le plasticien Jacques-Antoine Ducatez, elle est visible aussi bien de l’extérieur que de l’intérieur. La présence de ce vitrail dans cette station s'explique par la proximité des quais de Valmy et de Jemappes, en référence aux deux victoires décisives des guerres révolutionnaires consécutives au renversement de la monarchie en France. Le vitrail rend également hommage au pacifiste Jean Jaurès, fondateur du journal L'Humanité, assassiné le 31 juillet 1914 par le nationaliste Raoul Villain. À l'angle de la marquise et du piédroit, du Lierre grimpant s'étale sous cette dernière, planté en 2017, par la société Les Jardins de Babylone, dans le cadre d'un projet de végétalisation de certains espaces RATP,.

Quais de la ligne 2
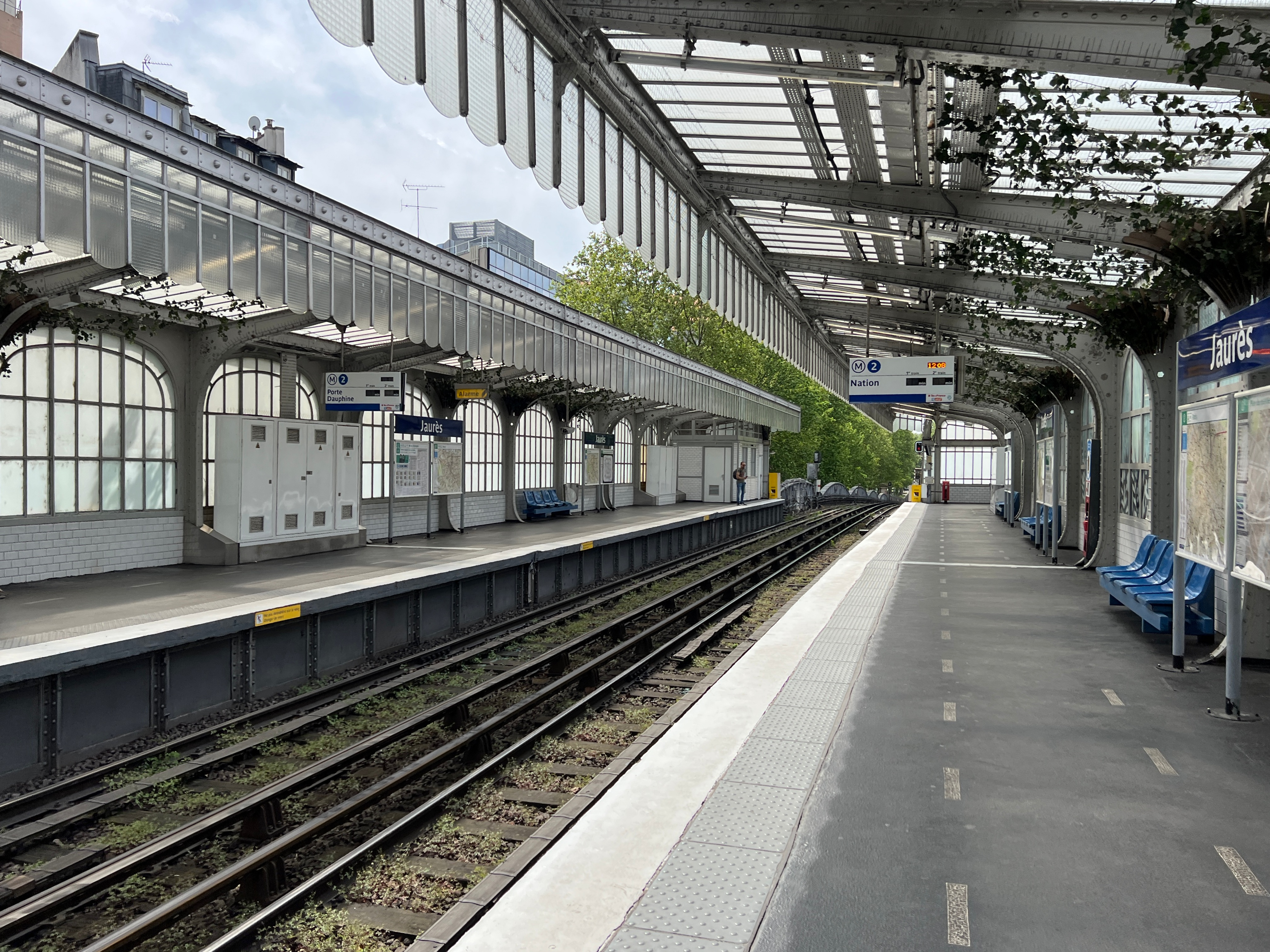
Vue d'ensemble des quais en direction de Nation.
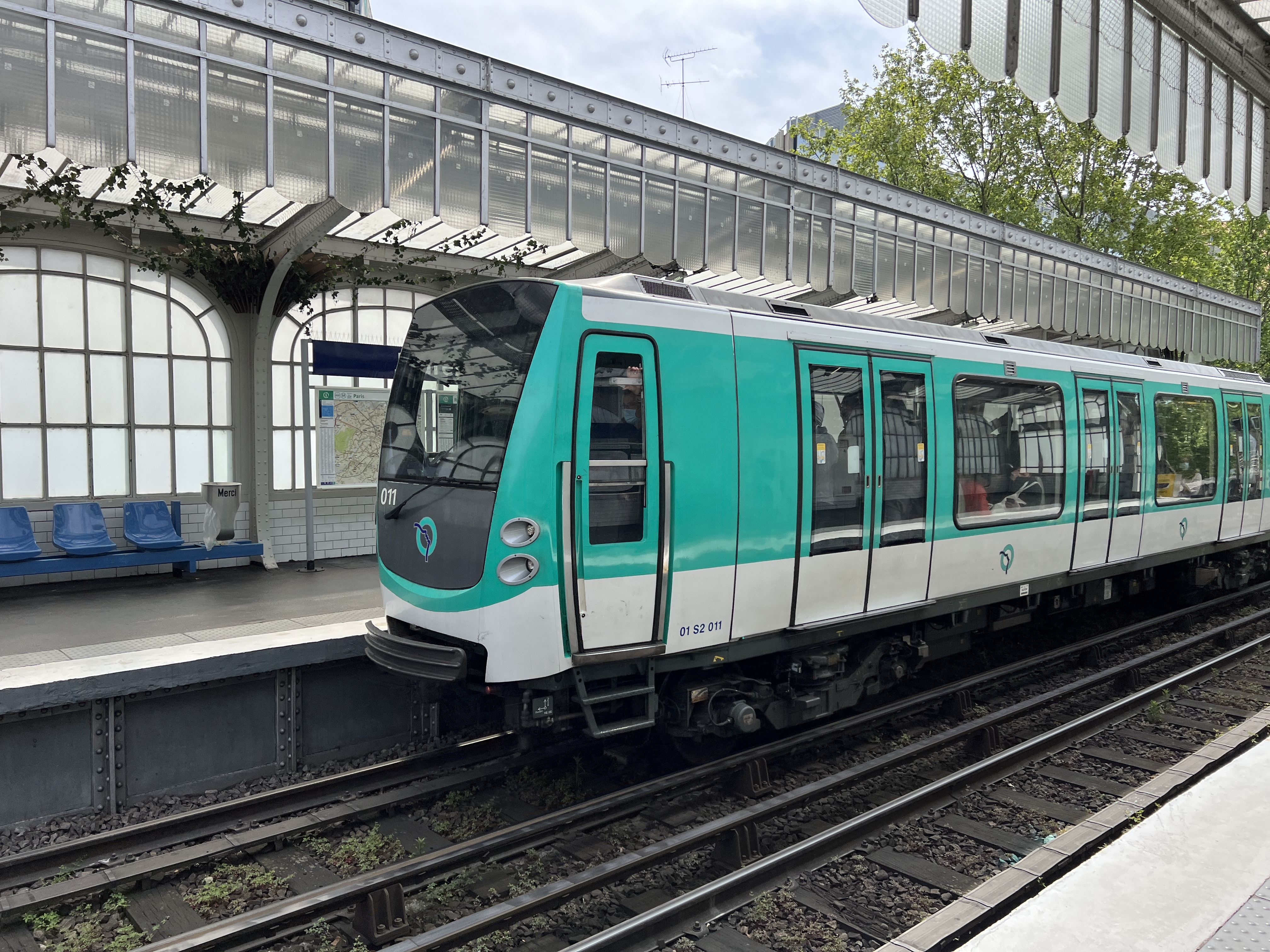
Entrée d'une rame MF 01 en direction de Porte Dauphine.
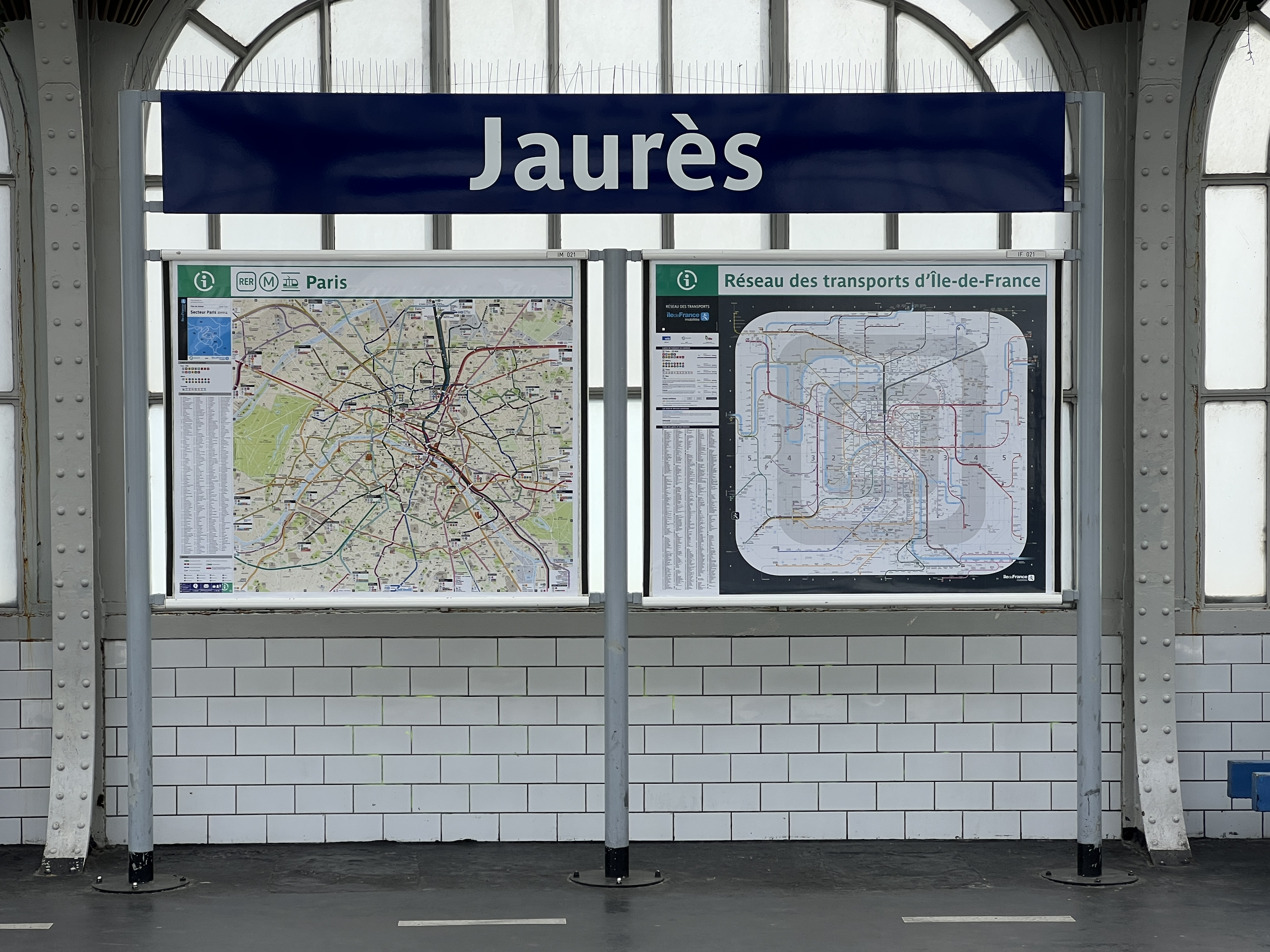
Plaque émaillée indiquant le nom de la station.

La décoration des quais de la ligne 5 est une variante du style utilisé pour la majorité des stations de métro : les bandeaux d'éclairage sont blancs et arrondis dans le style « Gaudin » du « Renouveau du métro » des années 2000, et les carreaux en céramique blancs biseautés recouvrent les pieds-droits, la voûte ainsi que les tympans. Le nom de la station est incorporé dans la céramique murale, tandis que les cadres publicitaires sont en faïence de couleur cuivre à motifs géométriques sobres, surmontés de la lettre « M », selon le style décoratif des années 1940 de la CMP d'origine. Ces mêmes cadres ne sont présents que dans sept autres stations du métro parisien et notamment les deux stations encadrantes de la ligne 5, Laumière et Stalingrad. Des bancs à lattes de bois sont à disposition des voyageurs.

Quais de la ligne 5
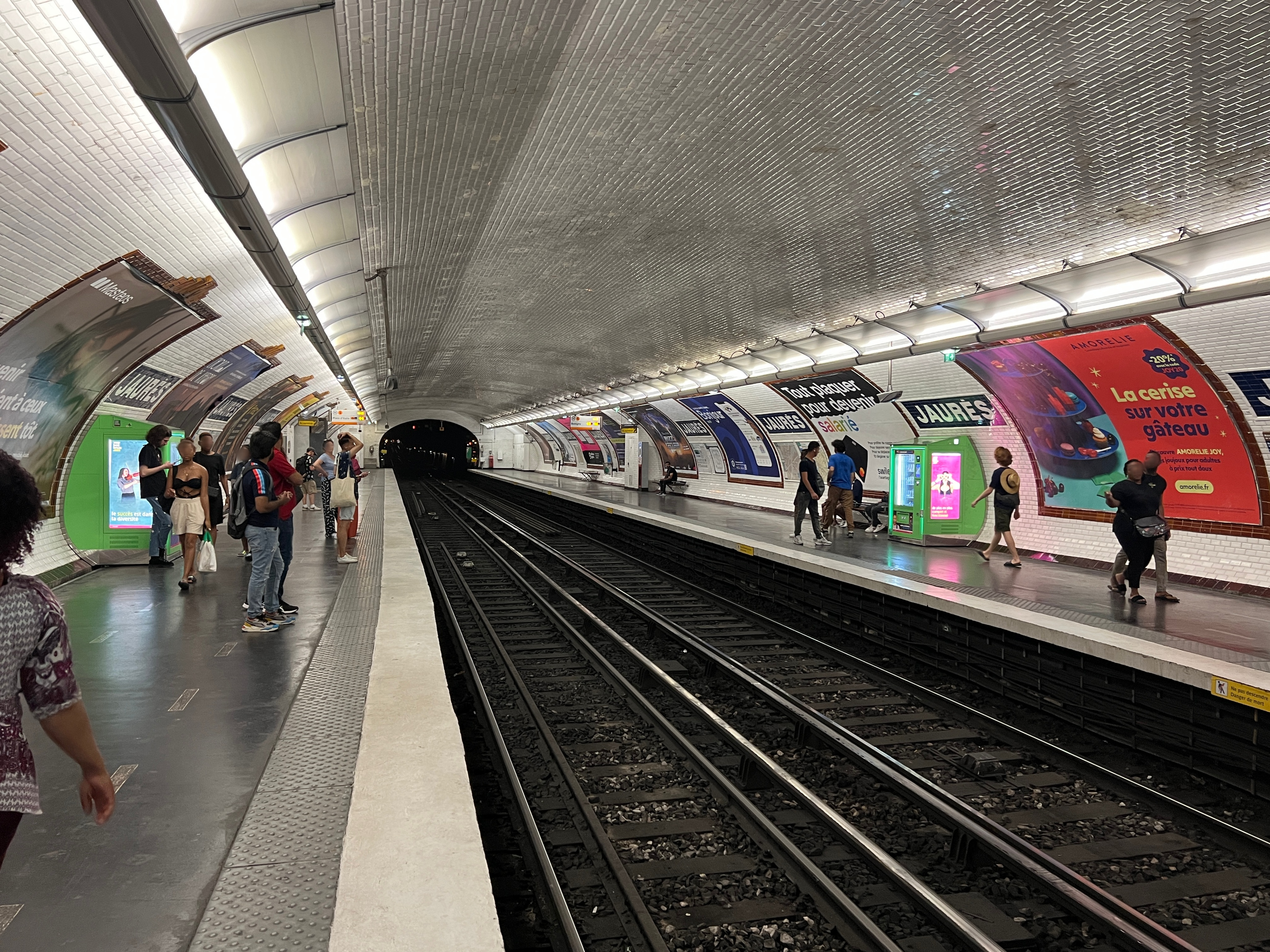
Les quais vus en direction de Bobigny - Pablo Picasso.
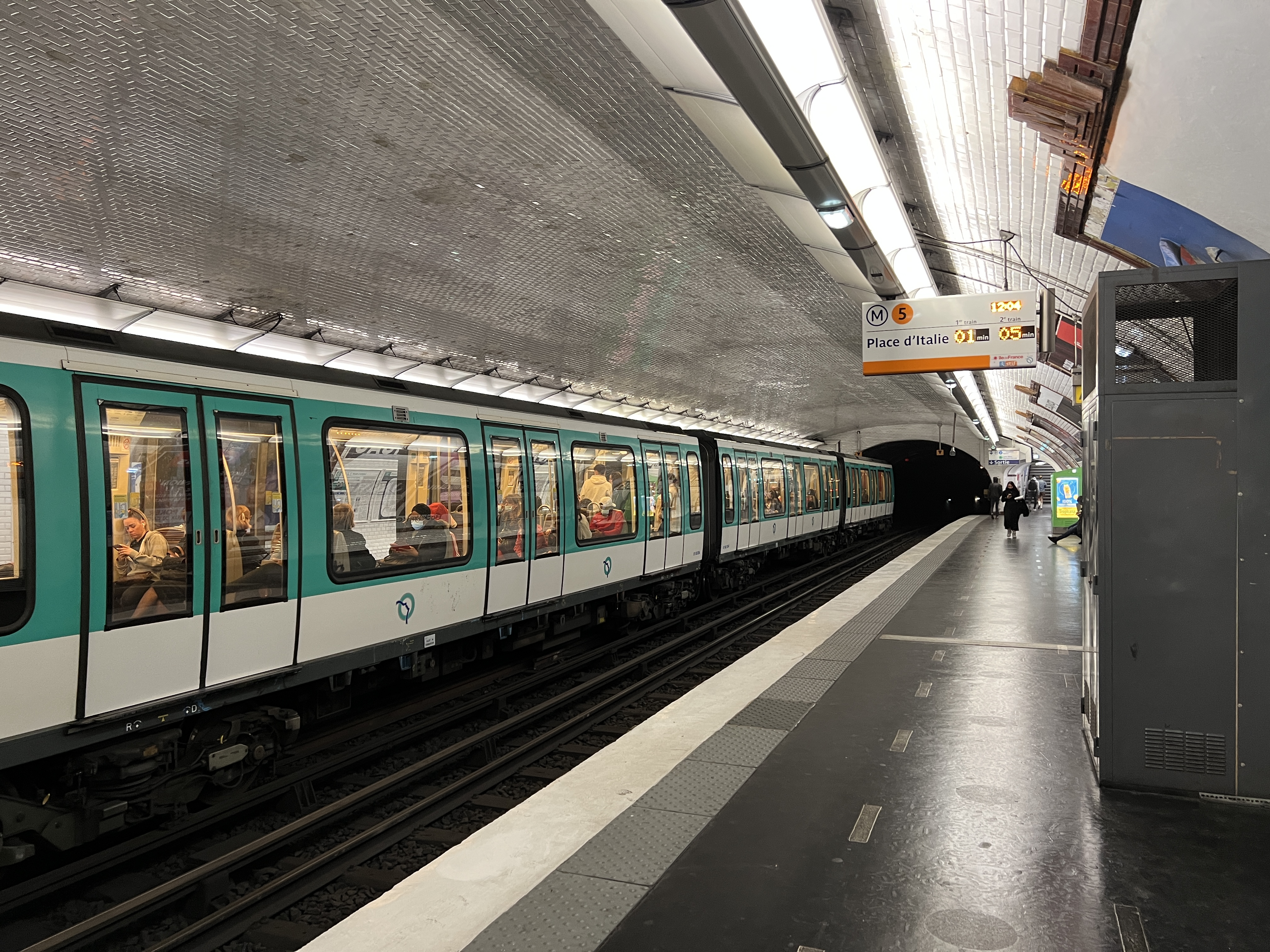
Arrêt d'une rame MF 01 en direction de Bobigny.
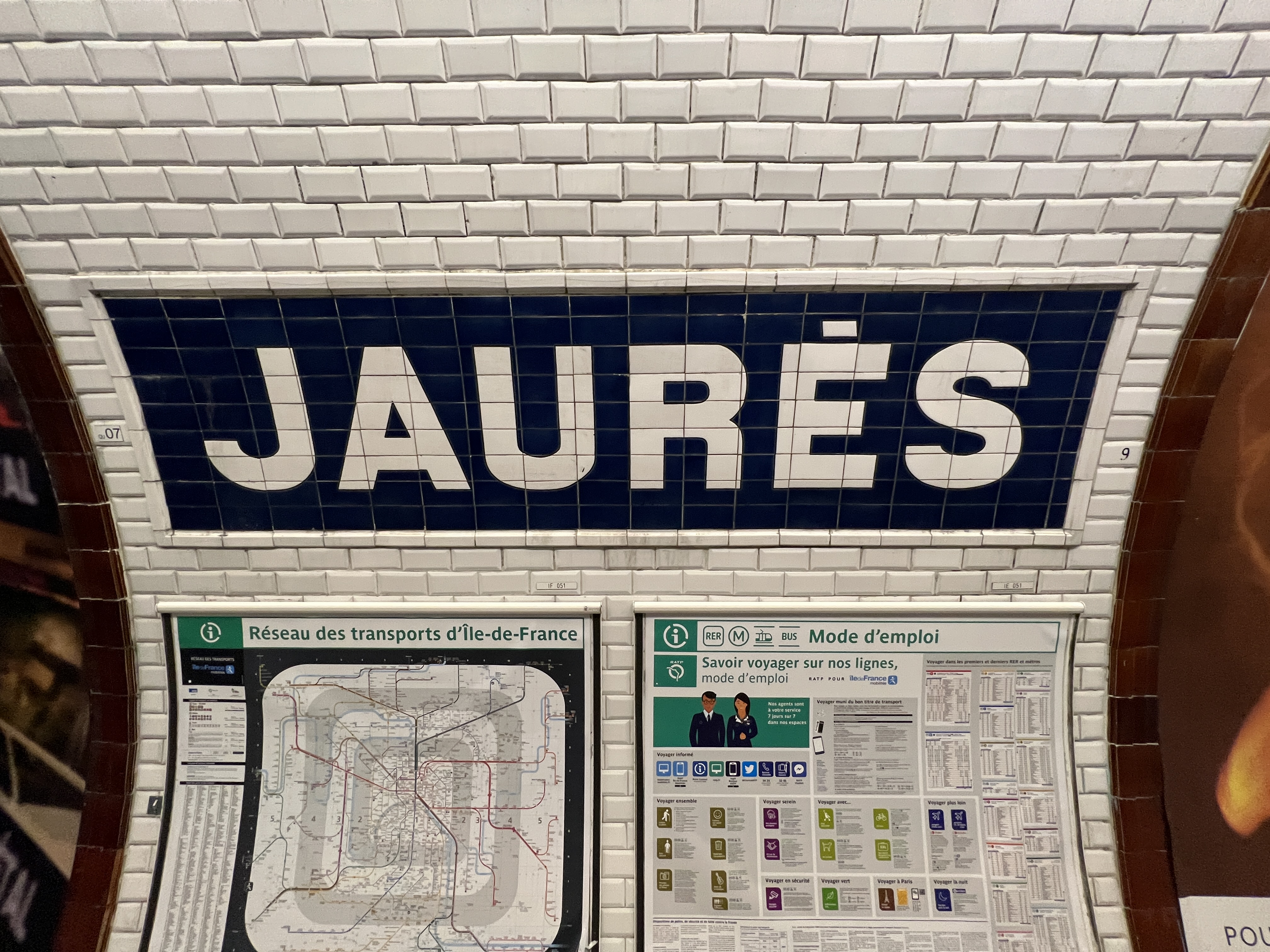
Faïence murale incorporant le nom de la station.

Les quais de la ligne 7 bis sont également décorés dans le style utilisé pour la majorité des stations du réseau, avec deux bandeaux d'éclairage blancs et arrondis dans le style « Gaudin » du « Renouveau du métro » des années 2000, ainsi que des carreaux en céramique blancs biseautés recouvrant les pieds-droits, la voûte et les tympans. En revanche, contrairement aux quais de la ligne 5, les cadres publicitaires sont en céramique blanche et le nom de la station figure en typographie Parisine sur des plaques émaillées. Les sièges sont de style « Akiko » de couleur orange.

Quais de la ligne 7 bis
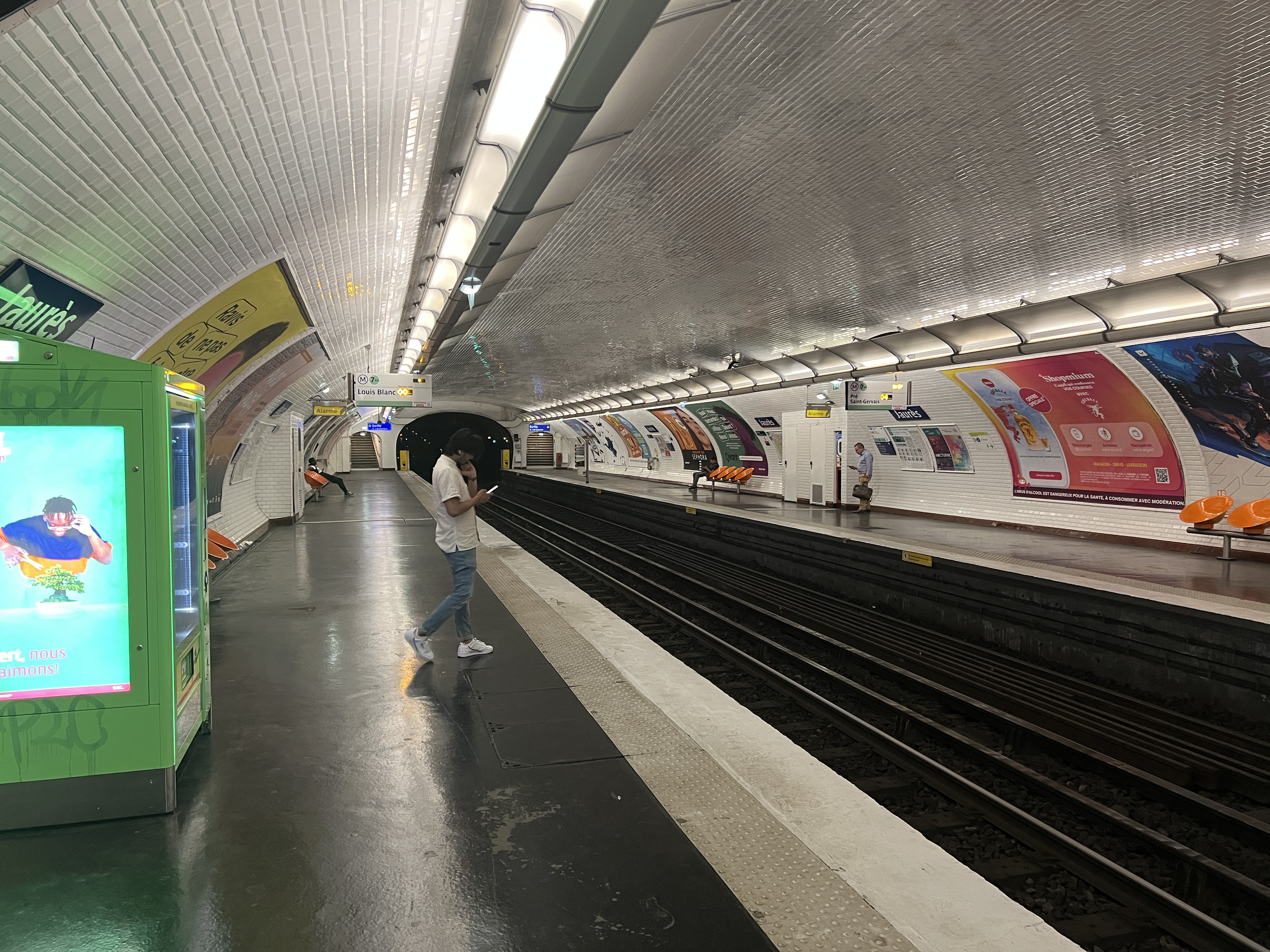
Les quais vus en direction de Pré-Saint-Gervais.
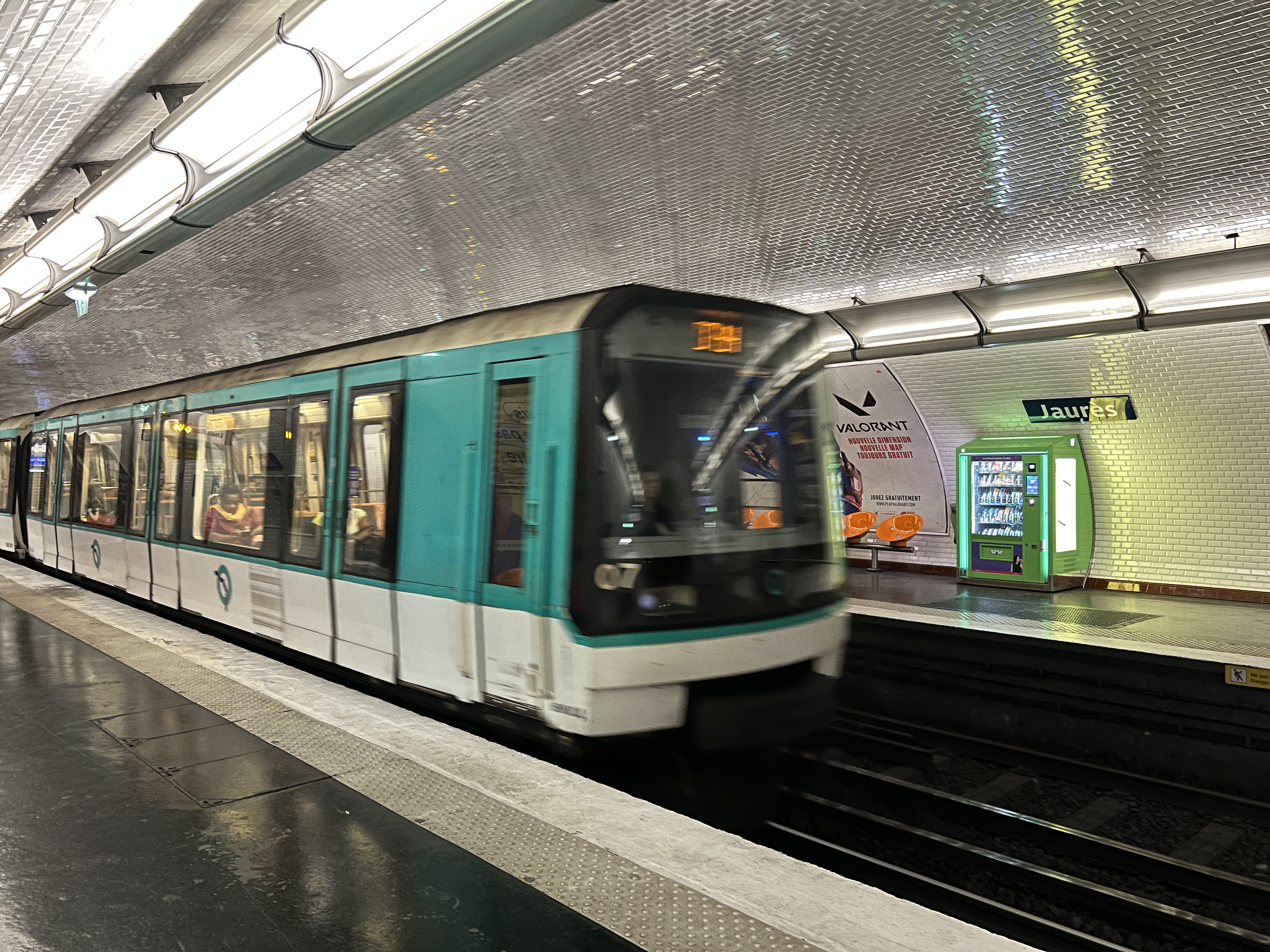
Arrivée d'une rame MF 88 en direction de Louis Blanc.
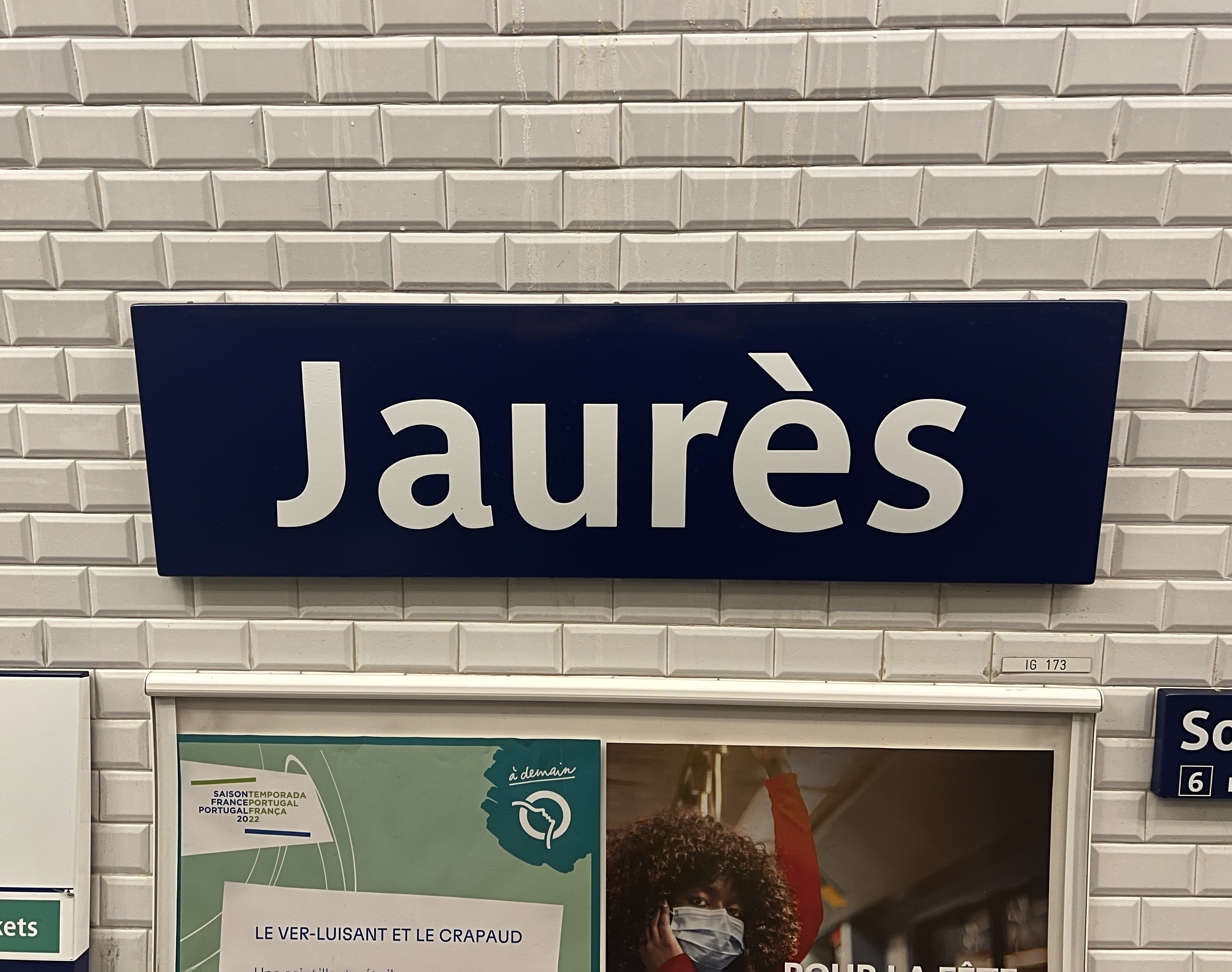
Plaque nominative de la station en tôle émaillée.

### Intermodalité
La station est desservie par les lignes de bus 26 et 48 du réseau de bus RATP et, la nuit, par les lignes N13, N41, N42 et N45 du réseau de bus Noctilien.

## À proximité
- Viaduc de la ligne 2 du métro
- Rotonde de la Villette
- Bassin de la Villette
- Canal Saint-Martin
- Square Édith-Girard (anciennement square du Quai-de-la-Loire)
- MK2 Quai de Loire / Quai de Seine
- Cours Florent (site de l'avenue Jean-Jaurès)
- Église Saint-Joseph-Artisan